# Anthophora armata
Anthophora armata är en biart som först beskrevs av Heinrich Friese 1905. Den ingår i släktet pälsbin och familjen långtungebin.

## Taxonomi
Taxonomin är något omdebatterad: Inga underarter finns listade i Catalogue of Life.. Andrew Grace vid Bexhill Museum i Storbritannien anger dock den geografiska formen i Egypten som underart under namnet A. a. tetra, medan Hymenoptera Name Server ansluter sig till Catalogue of Life; specifikt anger man A. a. tetra och A. a. clitelligera som icke-valida synonymer

## Beskrivning
Anthophora armata har en svart grundfärg; hanen har dock en gul mask i ansiktet (mellan ögonen och fläckvis på munskölden). Pälsen är också den övervägande svart. Honan har gul till rödbrun päls på mellankroppen och främsta tergiten (ovansidans bakkroppssegment). Hanen påminner om honan, men har tergit 1 svart utom ett gult band på främre delen. Vingarna är mörkt bruna. Storleksskillnaden mellan könen är påtaglig: Hanen blir omkring 18 mm lång, honan mellan 19,5 och 22 mm.

## Ekologi
Som alla i släktet är arten ett solitärt bi och en skicklig flygare som föredrar torra till halvtorra klimat. Den har en kort och tidig flygperiod under februari.

## Utbredning
Arten finns i Egypten, Saudiarabien samt stora delar av Afrika från Afrikas horn till södra Afrika.